# さっぽろ羊ヶ丘展望台

さっぽろ羊ヶ丘展望台の風景

「丘の上のクラーク」像

さっぽろ羊ヶ丘展望台（さっぽろひつじがおかてんぼうだい、略称: 「羊ヶ丘展望台」、英: "Hitsujigaoka Observation Hill"）は、北海道札幌市豊平区羊ケ丘にある北海道内でも屈指の観光名所である。南東方向から札幌市街を展望でき、それを背景として腕を伸ばしたウィリアム・スミス・クラーク博士の全身像が展望台内に置かれている風景は有名である。

## 概要
さっぽろ羊ヶ丘展望台は札幌市街地や石狩平野を見渡すことができる札幌市の南東部に位置する緩やかな丘の上にあり、市街地の景色を背景に丘の上で羊が牧草をはむ風景は牧歌的な印象を与える。麓には札幌ドームがあり、その形が展望台から良く見える。
丘の上に立つクラーク像は北海道の開拓者精神の象徴であり、彼の有名な言葉である「Boys, be ambitious （少年よ、大志を抱け）」と併せてよく知られている。

## 所在地
所在地は北海道札幌市豊平区羊ケ丘1番地。国立研究開発法人農業・食品産業技術総合研究機構北海道農業研究センターの敷地内にある。

## 沿革

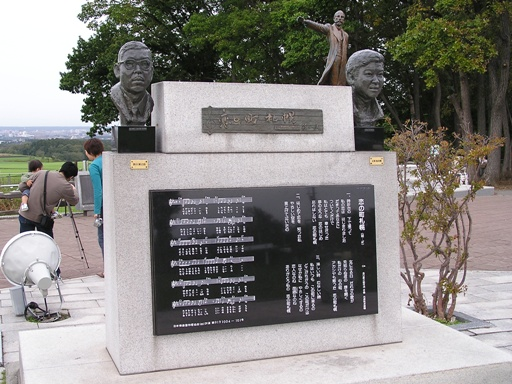
「恋の町札幌」歌碑

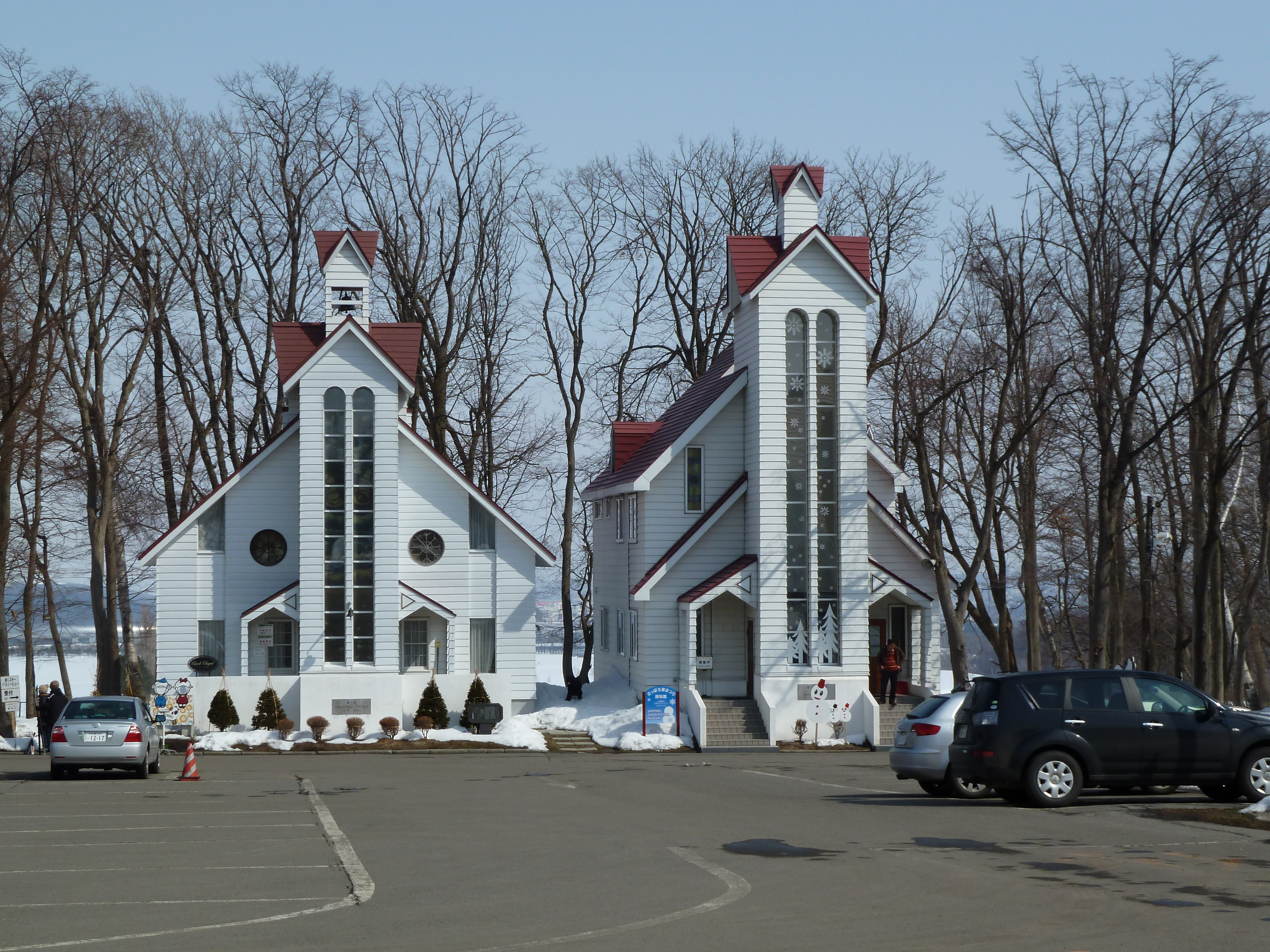
クラークチャペル（左）とさっぽろ雪まつり資料館（右）

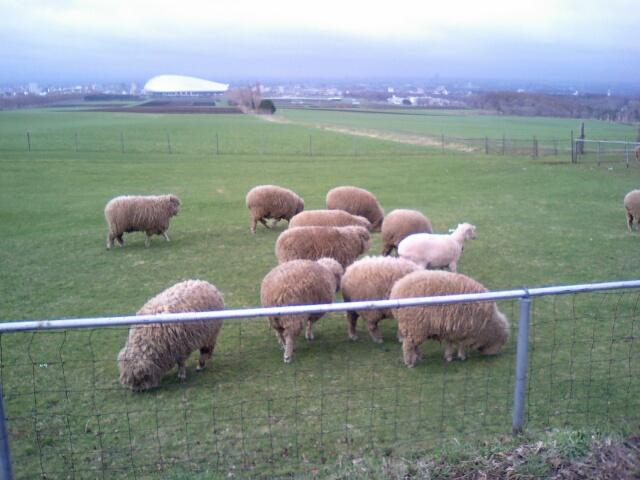
羊の群れ

さっぽろ羊ヶ丘展望台のある羊ケ丘地区には戦前「農林省月寒種羊場」があり、その頃から札幌の観光名所として知られるようになった。戦後になると観光客の数が増加し、北海道農業試験場（現在の北海道農業研究センター）は研究に支障がでるとして入場を一時制限。関係自治体や観光関係団体は入場を制限されると観光事業に影響が出るとして試験場を開放するよう陳情し、1959年（昭和34年）札幌観光協会が運営・管理する形で敷地の一部の入場が許可され、さっぽろ羊ヶ丘展望台がオープンすることとなった。
- 1959年（昭和34年）
  - さっぽろ羊ヶ丘展望台がオープン
- 1972年（昭和47年）
  - 札幌冬季オリンピックで使用されたオーストリア館を移設
- 1976年（昭和51年）
  - クラーク像建立
- 1984年（昭和59年）
  - 羊ヶ丘ウェデイングパレス（現在のクラークチャペル）開館
- 1985年（昭和60年）
  - 羊ヶ丘レストハウスの建設
- 1991年（平成3年）
  - 「恋の町札幌」歌謡碑の建立
- 1999年（平成11年）
  - 新館「羊ヶ丘ウェディングパレス」建設
- 2001年（平成13年）
  - さっぽろ雪まつり資料館の開館
  - 旧羊ヶ丘ウェディングパレスをクラークチャペルとして開館
- 2003年（平成15年）
  - 日本ダッタン新そば祭りの開催開始
  - 羊ヶ丘夏祭りの開催開始
- 2004年（平成16年）
  - 北海道日本ハムファイターズ誕生記念碑の設置
- 2005年（平成17年）
  - 歩くスキーコース開設
  - YOSAKOIソーラン祭り会場の一つとして選ばれる
  - クラーク博士の功績を説明する碑が完成
  - ジンギスカンサミットの開催
  - 「羊ヶ丘ほっと足湯」の設置
- 2007年（平成19年）
  - 年間パスポートの発売開始
- 2009年（平成21年）
  - さっぽろ羊ヶ丘展望台開設50周年記念イベントの実施
- 2024年（令和6年）12月21日
  - 新千歳空港内の雪ミク スカイタウンのリニューアルに伴い、さっぽろ雪まつり資料館に「等身大雪ミク像」が寄贈され、同館のエントランスホールに移設された[1]。

## 「丘の上のクラーク」

「丘の上のクラーク」坂坦道 作

展望台の象徴であるクラーク像はそれ自体たいへん知名度は高いが、作品としての名称や作者についてはあまりよく知られていないことが多い。下記にこの像の名称や作者などについての情報を示す。
- ブロンズ像の名称 - 「丘の上のクラーク」
- 建立年月日 - 1976年（昭和51年）4月16日
- 彫刻者 - 坂坦道
- 建立者 - 社団法人札幌観光協会
- ブロンズ製作 - 岡宮美術鋳造株式会社
- 台座施工者 - 佐藤工業札幌支店
- 「少年よ、大志を抱け」と右手をあげるポーズは遥か彼方の永遠の真理を指す
- この像の仕様は下記の通りである
  - ブロンズ像
    - 高さ : 2.85m
    - 幅 : 0.9-1.6m
    - 奥行き : 0.75m

  - 台座 - 御影石を使用
    - 高さ : 2.1m
    - 幅 : 9.3m
    - 奥行き : 2.4m
    - 面積 : 22.32m2

この像は戦前より観光名所として親しまれた北海道大学クラーク像（胸像）に代わる観光資源として建立された。
北海道大学は現在でも多くの観光客が訪れるが、1970年代初頭は観光客対策が不十分だったこともあり、観光バスの飽和が研究活動に支障をきたすほど深刻な問題となっていた。このため、1973年 （昭和48年）に観光バスの入構が禁止され、北海道大学への観光客の減少によりクラーク博士の知名度が下がるのではないかと危惧された。
この事態を受け札幌観光協会は北海道の開拓者精神を全国に伝えていきたいという思いから1976年（昭和51年）にクラーク博士の来道100年を記念し、北海道大学（札幌農学校）創基100年記念とアメリカ合衆国建国200年祭にあわせて全身像としてのクラーク像を建立した。
台座には「大志の誓い」の投函口があり、来場者が事務所で販売される用紙を購入し将来の夢などの誓いを書き投函する形としており、過去の用紙は来場者が再訪した際に事務所で本人の投函日や名前や居住地を伝えると閲覧が可能となっている。2024年（令和6年）4月16日に1976年開始以来の通算10万枚の投函が記録された。
2023年（令和5年）4月には設置後初となる修復と再塗装が行われ、4月16日に除幕式が行われた。

## 施設
- オーストリア館 - 北海道に関するお土産を扱う観光物産店
- レストハウス - ジンギスカンのレストラン
- さっぽろ雪まつり資料館
- クラークチャペル
- 札幌ブランバーチ・チャペル

## イベント
- 羊の毛刈り - 毎年5月上旬（ゴールデンウィーク）に実施
- 羊ヶ丘夏祭り - 毎年7月中旬に開催
- 日本ダッタン新そば祭り - 毎年9月下旬もしくは10月上旬に開催
- 歩くスキー&スノーラフティング体験 - 冬期に実施

## 入場料・営業時間
入場料
- 大人 - 1000円
- 小・中学生 - 500円
- 未就学児童 - 無料
- 年間パスポート - 2000円
- 各種割引・免除制度あり

営業時間
- 10 - 5月 : 9時 - 17時
- 6 - 9月 : 9時 - 18時
- 年中無休

## 交通機関
- 平岸駅から（冬期運休）
- 福住駅（福住バスターミナル）から

北海道中央バスが運行。路線詳細は北海道中央バス西岡営業所#平岸、福住 - 羊ヶ丘を参照。バスで入場した場合、終点バス停に併設された詰所にて入場料を支払う。かつては敷地内入場時に係員がバスに乗り込み、入場料を徴収した。
展望台入口にある「福住3条9丁目」停留所は北都交通が運行する新千歳空港連絡バスが停車する。